# William Kaye Estes
William Kaye Estes ( 17 de junio de 1919 – 17 de agosto de 2011) fue un psicólogo americano. 
Un estudio del Review of General Psychology, publicado en 2002, elevó a Estes hasta el puesto nº 77 de los psicólogos más citados del siglo XX. Para poder desarrollar una explicación estadística de los fenómenos de aprendizaje, William Kaye Estes desarrolló la Teoría del Muestreo de Estímulos en 1950, la cual sugirió que la asociación estímulo-respuesta se aprendía en un único ensayo; sin embargo, el proceso de aprendizaje es continuo y consiste en acumular distintos emparejamientos de estímulo-respuesta.

## Orígenes y educación
En su etapa de estudiante, Estes fue alumno de Richard M. Elliott en la Universidad de Minnesota. Cuando se graduó se quedó a trabajar en la Universidad de Minnesota, y trabajó para B. F. Skinner, con quien desarrolló el paradigma de supresión condicionado (Estes & Skinner, 1941).
Tras recibir su doctorado, Estes se unió a Skinner en la facultad de la Universidad de Indiana. Después de que Estes saliera del Ejército de los Estados Unidos al final de la Segunda Guerra Mundial, su reputación se estableció como uno de los creadores de la teoría de aprendizaje matemático. Estes pasó de la Universidad de Indiana a la Universidad de Stanford, la Universidad Rockefeller en Nueva York, y finalmente a la Universidad de Harvard. Mientras daba clases en la Universidad de Harvard, Estes contribuyó como primer editor en la institución de la Ciencia Psicológica para la Asociación para la Ciencia Psicológica. Fue también editor de la Revisión Psicológica entre 1977-1982
Tras retirarse de Harvard, Estes regresó a Bloomington, Indiana, donde permaneció activo en la enseñanza hasta llegar a ser profesor Emérito en su antiguo departamento de académicos de su lugar natal.
Uno de las contribuciones estelares de Estes para aprender la teoría era la del estímulo-muestreo, que concibe el aprendizaje como la creación de asociaciones para elementos de estímulo hipotéticos que son extraídos aleatoriamente del conjunto de elementos que caracterizan un situación particular del aprendizaje.
Esta teoría predijo la probabilidad del emparejamiento, la cual se halló en una amplia gama de tareas para numerosos organismos variados.
Estes obtuvo una gran influencia en las teorías del aprendizaje y la memoria, ambas en su propia formulación de teorías y las de muchos de sus alumnos y colaboradores. 
En honor a su impacto dentro del campo de la psicología, Estes recibió la Medalla Nacional de Ciencia el 16 de diciembre de 1997, de manos del presidente Bill Clinton.

## Estes en el campo de la Educación
Estes propuso un modelo de aprendizaje al que llamó Teoría de Muestreo del Estímulo (SST). SST es un modelo probabilista que proporciona una explicación estadística de cómo aprendemos una asociación estímulo-respuesta en un solo ensayo, pero requiere más repeticiones del estímulo-respuestas para construir una unidad de aprendizaje patente. Los modelos de Estímulo-muestro sirven para al menos dos funciones. Una es realizar predicciones experimentales para situaciones en las que los elementos de estímulo están controlados, en parte al menos, por el investigador. 
La teoría del estímulo-muestreo también colabora como dispositivo heurístico para descubrir obviedades efectivas sobre los cambios en las probabilidades de respuesta. La teoría general del estímulo-muestreo asume la existencia de una población de elementos de estímulo discretos y de hipótesis que una entidad toma una muestra de esta población en cada experimento de ensayo del aprendizaje. Todas las teorías de estímulo-respuesta contienden estímulos "conectados" o "condicionados" a posibles respuestas de la entidad. 
Una extensión natural de la teoría SST proporciona explicaciones de discriminación, generalización, procesos temporales, e incluso fenómenos motivacionales.
La técnica de adaptación/integración/asimilación que se usa en las aulas a día de hoy se deriva de la teoría del muestreo de estímulo. Un ejemplo del procedimiento de asimilación trata de que un alumno revisa diez cartas (siete conocidas y tres desconocidas) y trabaja con ellas hasta que se aprende las diez cartas al 100%. Tras aprenderse las diez cartas, el alumno reemplaza entonces las tres cartas que no eran conocidas por otras tres desconocidas más. 
Este ejercicio se usa para promover captación y fluidez, y los estudios demuestran que este ejercicio es sumamente efectivo a la hora de enseñar un amplio rango de respuestas.

## Trayectoria profesional
1941
Estes y su mentor B.F. Skinner presentaron su ensayo sobre la ansiedad, introduciendo el paradigma de respuesta emocional condicionada (REC) / respuesta de miedo condicionada, donde las ratas eran entrenadas para dar respuesta a un programa operativo que producía un índice de respuesta firme, a partir del cual se sometían a pruebas mediante estímulos de shock eléctricos que eran determinados como una señal de miedo. La señal de miedo suprimía la respuesta operativa, y la magnitud de supresión era usada como medida de ansiedad. La CER llegó a utilizarse ampliamente para estudiar el condicionamiento Pavloviano en una variedad de organismos.
1950
Estes presentó su influyente teoría de muestreo del estímulo en el artículo de Revisión Psicológica: Hacia una teoría Estadística del Aprendizaje. Esta teoría supone que el condicionante implica asociar respuestas a los elementos de un estímulo que son probados en un ensayo determinado. La variabilidad del aprendizaje surge debido a las propiedades estadísticas de la muestra aleatoria de elementos a partir de una población mayor de elementos potenciales.
Trabajos posteriores
1970
Teoría del Aprendizaje y Desarrollo Mental
1991
Modelos Estadísticos en Investigación Conductista
1994
Clasificación y Cognición

## Afiliaciones destacadas

### Premios y honores
- 1962 Premio a la Investigación y Contribución Destacada por la Asociación Estadounidense de Psicología
- 1963 Medalla Warren por la Sociedad de Psicólogos Experimentales, Nominado a la Academia Nacional de la Ciencia
- 1992 Medalla de Oro de la Fundación Estadounidense de Psicología Americana por Toda una Vida de Logros en Ciencia Psicológica
- 1997 Medalla Nacional de la Ciencia por sus "'teorías fundamentales del aprendizaje, de la memoria y decisión'" de mano del Presidente Bill Clinton